# La Raíz (banda)
La Raíz es un grupo de música de Gandía (España), que mezcla el rock con el reggae, el jazz y el hip hop. Esta banda está conformada por once músicos de varias procedencias nacionales y musicales, repartidos en el escenario con una presencia fuerte y mucho contenido lírico en sus letras. Alguna gente cataloga su música dentro de los estilos de música de intervención.
Seis años después de su parón indefinido, en febrero de 2024 anuncian su regreso mediante un misterioso story en sus redes sociales, que sería completado al día siguiente con un teaser titulado "Y tú, ¿aún la guardas?", en referencia a la canción con la que hicieron oficial su despedida "Nos volveremos a ver". Ésta marcó una promesa de regreso y una gira de despedida con versos que dictaban "guardo una botella en la despensa/guardo sin tocar/las ganas de volar".

## Biografía
La Raíz se junta en 2005, aprovechando la ruptura de una anterior formación llamada La Raíz en la que estaba Edu, actual guitarrista, y que tenía un estilo totalmente diferente. Desde entonces Pablo Sánchez Pardines se convirtió en la voz principal y en el compositor. La intención del grupo era juntar una banda numerosa con muchos de sus amigos, que no eran músicos.
El aire muerto (2007), fue la primera maqueta con la que empiezan a conocerse entre ellos, a buscar sonidos nuevos, y a jugar con el rap político y el mestizaje. En este cambio importante reclutan a Josep Panxo quien desde entonces da ese movimiento social al grupo. También entran Felipe a la batería y Julio Maloa a las voces. Con todos ellos e intentando parecerse a su grupo referencia en aquel entonces, Hechos Contra el Decoro, establecen un gran cambio musical.
Autoprodujeron su primer trabajo como nueva formación El aire muerto. En el año 2009, tras un tema grabado en colaboración con el grupo valenciano La Gossa Sorda, con gran aceptación en la red, se animaron a auto producirse, y lanzaron un nuevo disco, Guerra al silencio, con una carga roquera abundante y con el reggae y el ska bien presentes. En septiembre de 2008 graban junto a La Gossa Sorda Raíces, un tema de "colegueo" que acabó siendo el principio del Guerra al silencio, su primer trabajo serio, en 2009. El grupo tiene una apuesta más comprometida, más directa. Pablo pasa de la guitarra a la voz principal, y la llegada de Jim (de carácter más roquero) a la guitarra, acaban por asentar las bases del grupo, tal y como lo conocemos ahora. Además se une un amigo íntimo de la banda, que es Sen-k, a las 3 voces que ya estaban (Pablo, Josep y Julio).
Tras dos veranos de gira con este trabajo, deciden meter en el grupo a Dj Jano. También se une Carles a la trompeta y Xavi al trombón. En 2011 graban El lado de los rebeldes. Segundo trabajo de la banda, y primero de estudio. Grabado por el productor alemán Uwe Hoffmann, con la colaboración de Sebastián Cebreiro "El cebolla" de La Vela Puerca. En el disco muestran su lado más roquero y festivo que se plasma a la perfección en los directos.
Entre diciembre de 2012 y enero de 2013 graban en los estudios RPM de La Canyada, de la mano de Roger García, su siguiente trabajo Así en el cielo como en la selva. Se trata de un disco con una mayor madurez musical y lírica, con el que se siguen manteniendo fieles a su grupo de seguidores, y con el que siguen haciendo bailar y cantar a los públicos que los reciben en los lugares nuevos que van visitando.
En 2013 vuelven a superar los 40 conciertos y en 2014 "Jilgueros Tour" los lleva por Europa y en España aparecen ya entre los grupos cabeza de cartel de casi todos los festivales en los que tocan. En 2015 hacen una suave gira de 20 conciertos, con los que pretenden ahorrar para financiarse el nuevo trabajo que saldría a la luz en 2016.
En marzo de 2016 publicaron Entre poetas y presos. Un disco de 11 canciones en el que defienden la dignidad de la memoria, la identidad de los silenciados, la obsolescencia de algunas instituciones como la monarquía y un grito a la hoguera de los continentes. Este trabajo se puso en descarga gratuita a través de su página web, con una descarga solidaría que apoyó el colectivo "Defender a quien defiende", que fomenta desde Barcelona en la sede de NOVACT (Instituto Internacional por la Acción No Violenta) la organización frente a medidas como la "ley mordaza"; el 50% de la recaudación de esta descarga fue a parar a este colectivo. De la misma forma el disco en formato físico estuvo durante varias semanas entre los veinte discos más vendidos de España. Este año la banda agotó salas de todo España y el continente europeo, sacando por primera vez en la historia su música fuera de Europa en su visita a Nepal.
En 2017 el grupo anunció la gira "La hoguera de los continentes" consolidando su presencia internacional con Argentina y Chile como primeras fechas del tour que incluiría también su paso por Berlín, Hamburgo, Dublín, Roma, Lisboa, Oporto, Polonia, México o Colombia además de un final de gira en el Palacio de Vistalegre de Madrid con una grabación en directo de un concierto en directo (DVD).
El 14 de diciembre de 2017 la banda anunció que 2018 sería un año de despedida para el grupo ante un parón indefinido. La banda justifica en el comunicado que pretende tomar un tiempo al margen de las presiones que impone la industria musical y que por ello el parón no tiene fecha marcada de regreso. El nombre de la gira "Nos volveremos a ver", que se realizó durante el año 2017, y fue acompañado de la presentación de un disco grabado en directo que fue publicado el 2 de febrero de 2018. 
El 17 de noviembre de 2018 la banda realizó el último concierto frente a 20.000 personas en la ciudad de Valencia sin anunciar fecha de regreso a su parón.
El 7 de febrero de 2024 anunció su regreso a través de redes sociales.

## Nuevos proyectos
Tras la separación otros proyectos han salido a la luz. El primero de ellos fue Valira, el nuevo proyecto de Juan Zanza, exguitarrista de La Raíz, que estrenó su disco "Ecos de Aventura" en marzo de 2019.
Julio Luis Maloa, Jose Carlos "Sen-K" , Adri Faus, Xavi Banyuls y Edu Soldevila, crearon "Nativa", cuyo primer sencillo "Rua Na Selva" salió el 26 de julio de 2019. Su primer disco "NATIVA", compuesto de 12 canciones fue lanzado el 20 de septiembre de 2019.
Pablo Sánchez Pardines compositor y voz principal ha hecho público su proyecto Ciudad Jara acompañado de músicos de otras formaciones del ámbito nacional.
Adri Faus bajista del grupo, creó AYA un proyecto en solitario como cantante y compositor, paralelo al proyecto de Nativa, su primer trabajo "Doce canciones de amor y una sociedad desesperada". Con una formación de jóvenes y talentosos músicos. Estilo rock - electrónico con melodías pegadizas.

## Miembros
Formación
- Pablo Sánchez Pardines: voz (2005-2018; 2024-presente), guitarra rítmica (2005-2008)
- Julio Maloa: voz, coros (2006-2018; 2024-presente)
- Josep Panxo: voz, coros (2006-2018; 2024-presente)
- Sen-K: voz, coros (2008-2018; 2024-presente)
- Juan Zanza: guitarra solista, coros (2005-2018; 2024-presente)
- Edu Soldevila: guitarra rítmica, coros (2008-2018; 2024-presente)
- Adri Faus: bajo (2006-2018; 2024-presente)
- Carles Gertrudis: trompeta (2010-2018; 2024-presente)
- Xavi Banyuls: trombón (2010-2018; 2024-presente)
- Jano: DJ (2010-2018; 2024-presente)
- Pipe Torres: batería, percusión (2006-2018; 2024-presente)

Cronología

## Discografía
Maquetas
- 2007: El Aire Muerto

Álbumes de estudio
- 2009: Guerra al Silencio
- 2011: El Lado de los Rebeldes
- 2013: Así en el Cielo Como en la Selva
- 2016: Entre Poetas y Presos

Álbumes en vivo
- 2018: Nos Volveremos a Ver (Directo Vistalegre, Madrid)